# 송민헌
송민헌(宋敏憲, 1969년 ~ )은 대한민국의 경찰공무원이었다. 1995년 행정고시에 합격하여 1999년 경정으로 입직했고, 2021년 치안정감으로 퇴직했다. 

## 학력
- 약목중학교 졸업
- 영남고등학교 졸업
- 고려대학교 행정학 학사
- 한양대학교 대학원 법학 석사
- 숭실대학교 대학원 법학 박사

## 경력
- 1995 제39회 행정고시 합격
- 2008.3~2008.12 제59대 칠곡경찰서 서장
- 2013.12 경찰청 인사담당관
- 2014.12 대구지방경찰청 제2부장
- 2015.12 경찰청 치안정책관
- 2017.8 경찰청 정보심의관
- 2018.7~2019.7 경찰청 기획조정관
- 2019.7~2020.8 제30대 대구지방경찰청장
- 2020.8~2021.7 경찰청 차장
- 2020.8 경찰청 국민중심 경찰개혁본부 본부장
- 2021.7~2021.12 제37대 인천광역시경찰청장

| 전임 장하연 | 제38대 경찰청 차장 2020년 8월 5일~2021년 6월 27일 | 후임 진교훈 |